# Akami-Uapishkᵘ-KakKasuak-Mealy-Mountains-Nationalpark
Der Akami-Uapishkᵘ-KakKasuak-Mealy-Mountains-Nationalpark (englisch Akami-Uapishkᵘ-KakKasuak-Mealy Mountains National Park Reserve; französisch Réserve de parc national Akami-Uapishkᵘ–KakKasuak–Monts Mealy) ist ein kanadischer Nationalpark in der Provinz Newfoundland and Labrador. Das Parkgelände umfasst ein Gebiet von 10.700 km². Der östlich von Happy Valley-Goose Bay in der Region Labrador gelegene Park wurde 2015, zusammen mit dem Qausuittuq-Nationalpark und dem Rouge-Nationalpark, errichtet. Aktuell ist er damit einer der drei neusten Nationalparks in Kanada. Abweichend von den meisten anderen kanadischen Nationalpark ist er einer der zurzeit zehn Parks die den Zusatz Reserve haben. Dieser Zusatz ergibt sich aus anderen Nutzungsrechten für die lokalen indigenen Völker.
Die Bezeichnung Akami-Uapishkᵁ ist ein Begriff der Innu und 
bedeutet „Weiße Berge“. KakKasuak ist ein Wort der Labrador-Inuit für
Berg.
Der Park grenzt im Nordwesten an den Hamilton Inlet und im Nordosten an die Labradorsee. Beherrscht wird der Park durch die Mealy Mountains, welche auch namensgebend für den Park sind. Die Landschaft im Park wird durch borealen Nadelwald geprägt. Es leben dort Herden des kanadischen Waldkaribus, einer waldbewohnenden Unterart des Karibus.
Bei dem Park handelt es sich um ein Schutzgebiet der IUCN-Kategorie II  (Nationalpark), welcher von Parks Canada, einer Crown Agency (Bundesbehörde), verwaltet wird.